# Archidiocèse de Huambo
L'archidiocèse métropolitain de Huambo est l'un des cinq archidiocèses de l'Angola, qui recouvre la partie orientale du pays. Son siège est à Huambo, la deuxième ville du pays par le nombre d'habitants. 
Après avoir porté le nom de diocèse de Nova Lisboa de 1940 à 1977 (il dépendait alors de l'archidiocèse métropolitain de Luanda, il a été érigé en archidiocèse le 3 février 1977. Ses diocèses suffragants sont Benguela, Kwito-Bié et Ganda. 

## Historique
Le diocèse de Nova Lisboa (Nouvelle Lisbonne) est établi en 1940 à partir de territoires du diocèse de São Paulo de Loanda, de la préfecture apostolique de Cubango et de la mission sui juris de Cunène. Il est alors suffragant de l'archidiocèse de Luanda.
Entre 1950 et 1975, il perd plusieurs une partie de son territoire pour établir d'autres juridictions voisines, les diocèses de Sá da Bandeira, Benguela, Pereira de Eça et Serpa Pinto. 
En 1977, le diocèse est promu archidiocèse métropolitain et change de nom pour devenir l'archidiocèse de Huambo. Il a alors pour suffragants les diocèses de Buengela, de Luso et de Silva Porto. 
En 2011, le diocèse de Luena devient suffragant de Saurimo. En 2024, le diocèse de Ganda est établi et devient son suffragant. 
Le 5 juin 1992, le pape Jean-Paul II préside une messe à Huambo, dans le cadre d'un voyage apostolique en Angola et à Sao Tomé-et-Principe. Durant son homélie, le pape lance un appel à la paix et à la réconciliation nationale (« Plus jamais la guerre ! »), dans un pays encore touché par la guerre civile.

## Liste des évêques et archevêques
L'archevêque actuel est Mgr Zeferino Zeca Martins.